# عمو سام (فیلم)
عمو سام (انگلیسی: Uncle Sam) یک فیلم کمدی سیاه و اسلشر آمریکایی به کارگردانی ویلیام لوستیگ است که در سال ۱۹۹۶ به صورت ویدئویی منتشر شد.

## بازیگران
- پاملا جین سولز
- بو هاپکینز
- آیزاک هیز
- ویلیام اسمیت
- رابرت فورستر
- تیماتی باتومز
- ریچارد کامینگز جونیور
- راکل آله‌سی